# هارون برينك
هارون برينك (بالإنجليزية: Aaron Brink) هو ممثل أمريكي، ولد في 12 نوفمبر 1974 في الولايات المتحدة.

## وصلات خارجية
- آرون برينك على موقع بوكس ريك (الإنجليزية) (registration required)
- آرون برينك على موقع يو إف سي (الإنجليزية)
- آرون برينك على موقع شيردوغ (الإنجليزية)
- آرون برينك على موقع IMDb (الإنجليزية)
- آرون برينك على موقع قاعدة بيانات الفيلم (الإنجليزية)
- آرون برينك على موقع كينوبويسك (الروسية)